# 38237 Roche
38237 Roche este un asteroid din centura principală de asteroizi.

## Descriere
38237 Roche este un asteroid din centura principală de asteroizi. A fost descoperit pe 16 iulie 1999 la Observatoire des Pises din Parcul național din Cévennes. Asteroidul prezintă o orbită caracterizată de o semiaxă mare de 2,38 ua, o excentricitate de 0,16 și o înclinație de 1,5° în raport cu ecliptica.